# Gisèle Halimi
Gisèle Halimi (La Goleta, Túnez, 27 de julio de 1927 - París, 28 de julio de 2020), registrada al nacer como Zeiza Gisèle Élise Taïeb, fue una abogada feminista, activista y ensayista franco-tunecina. Luchó por el derecho al aborto y por la criminalización de la violación.

## Biografía
Zeiza Gisèle Elise Taïeb nació en el barrio de La Goulette, Túnez. De madre y padre judíos, fue educada en un liceo francés en Túnez y luego asistió a la Universidad de París, donde se graduó en derecho y filosofía. Su niñez y la forma en que en ella se mezcla una identidad judío-musulmana se plantea en sus memorias, Le lait de l'Oranger, en las que también explica las dificultades en la relación con su madre o cómo su padre Edouard, cuando ella nació, se sintió desolado al tener una hija en vez de un varón y pasó varias semanas sin contarlo a sus amigos.
A los 16 años rechazó un matrimonio acordado por su familia y logró la autorización para ir a estudiar a París. En 1948 obtuvo el título de abogada y se colegió en Túnez en 1949. 
Se instaló en Francia y ejerció en París desde 1956. Fue abogada del Frente de Liberación Nacional de Argelia, ocupándose del caso de la activista Djamila Boupacha, acusada de haber puesto una bomba, detenida, torturada y violada por soldados franceses en 1960. A pesar de la brillante defensa de Halimi, Djamila fue condenada a muerte, aunque fue amnistiada y liberada en 1962 tras los acuerdos de Evian que pusieron fin a la Guerra de Argelia. En 1961 escribió un libro para defender su caso, que contó con una introducción de Simone de Beauvoir.
Fue presidenta de la comisión de investigación del Tribunal Russell sobre los crímenes de guerra estadounidenses en la guerra de Vietnam y observadora judicial en los procesos de Rabat, Atenas y Burgos; en este último como delegada de la Federación Internacional por los Derechos Humanos.
En 1965 fue cofundadora, con Evelyne Sullerot, Colette Audry y otras activistas, del Mouvement démocratique féminin para apoyar la candidatura de François Miterrand a la presidencia de la República.
También defendió a independentistas vascos y fue consejera en muchos casos relacionados con asuntos de la mujer, tales como el juicio por aborto de Bobigny de 1972.
En 1971 fundó el movimiento feminista Choisir la cause des femmes ('Elegir la causa de las mujeres'), para proteger a las mujeres que habían firmado el Manifiesto de las 343, en el que admitían haber abortado. En 1972, Choisir se transformó en una organización reformista y realizó una campaña de gran influencia para conseguir la aprobación de una ley que permitiera la anticoncepción y el aborto, que finalmente logró Simone Veil en 1974.
En mayo de 1978, en Aix-en-Provence, ante los tribunales de Bouches-du-Rhône, representó a dos jóvenes belgas que habían presentado una denuncia contra tres hombres. En la noche del 21 al 22 de agosto de 1974, fueron violadas mientras acampaban en una cala. Los tres hombres se declararon inocentes. Fuera de la sala del tribunal, Gisèle Halimi fue empujada, insultada, amenazada. Los hombres fueron condenados. Y nuevamente, este juicio allanó el camino para la ley de 1980, que reconoce la violación como un delito. El caso fue objeto de un documental en 2014 dirigido por Cédric Condon (Le Procès du rap) y una película para televisión, Le Viol, de Alain Tasma, que se emitió en 2017.
En 1981, el candidato al que Gisèle Halimi había apoyado desde 1965, François Mitterrand, logró la presidencia de la República. Decidió entonces explorar las posibilidades de la política y fue elegida miembro de la Asamblea Nacional de Francia, como socialista independiente. Fue diputada de la IV Circunscripción de Isère hasta 1984 antes de que fuera embajadora de Francia ante la UNESCO entre 1985 y 1987.
Tras estas experiencias retomó su trabajo de abogada y comenzó a dedicar más tiempo a otra de sus pasiones: la escritura. Entre 1988 y 2011 publicó una quincena de libros.
Cuando comenzó la guerra de Argelia (1954-1962), Gisèle Halimi, junto a Sartre, comenzó a militar a favor del movimiento de protesta contra la guerra de Argelia, firmando el Manifiesto 121 en septiembre de 1960. En 1960, decidió defender una joven argelina de 22 años, Djamila Boupacha, acusada de poner una bomba, había sido detenida, torturada y violada por soldados franceses. Entonces comenzó una larga batalla en la que Gisèle Halimi dirigió a Simone de Beauvoir. Simone de Beauvoir escribió un artículo en Le Monde y creó un comité con, entre otros, Jean-Paul Sartre, Louis Aragon, Geneviève de Gaulle y Germaine Tillion. Djamila fue finalmente juzgada en Francia en 1961 y condenada a muerte, pero fue amnistiada y liberada en 1962 tras los acuerdos de Evian que pusieron fin a la guerra de Argelia. Ese mismo año, Simone de Beauvoir y Gisèle Halimi publicaron, junto con otras personas, Djamila Boupacha (Gallimard), un libro de testimonios sobre todo el asunto.
En 2006 publicó una carta abierta a la canciller alemana Angela Merkel en relación con la apertura de un burdel de grandes dimensiones, coincidiendo con los preparativos para la Copa Mundial de Fútbol de 2006.
A partir de 2001 formó parte del equipo de abogados que defendió al militante palestino Marwan Barghouti y en 2014 escribió en l’Humanité:
“Un pueblo con las manos vacías —el pueblo palestino— está siendo masacrado. Un ejército lo tiene como rehén. ¿Por qué? ¿Qué causa defiende este pueblo y qué se le opone? Afirmo que esta causa es justa y será reconocida como tal en la historia. Hoy, un silencio cómplice reina en Francia, el país de los derechos humanos, y en todo el Occidente americanizado. No quiero callar. No quiero resignarme. A pesar del desierto del verano, quiero clamar por las voces silenciadas y por las que no queremos escuchar. La historia juzgará, pero no borrará la devastación. La devastación de vidas, la devastación de un pueblo, la devastación de inocentes. ¿Acaso el mundo no esperaba que el Holocausto marcara el fin definitivo de la barbarie?”.
Su último libro publicado fue Historia de una pasión (Plon, 2011).
Murió en París el 28 de julio de 2020, un día después de cumplir 93 años.

## Vida personal
Se casó con Paul Halimi, un administrador civil con quien tuvo dos hijos. Se instalaron en Francia en 1956. Posteriormente se divorció, pero mantuvo el nombre de casada por el que se dio a conocer. Más tarde se volvió a casar con Claude Faux, que fue secretario de Jean Paul Sartre, con quien tuvo otros tres hijos.

## Obra
Halimi es autora, entre otros libros, de Le procès de Burgos (El proceso de Burgos, 1971) sobre el juicio sumarísimo que se llevó a cabo durante la dictadura franquista conocido como proceso de Burgos; así como de La Cause des femmes (La causa de las mujeres, 1973). Igualmente, fue instigadora y colaboradora del trabajo colectivo Le Programme commun des femmes (La causa común de las mujeres, 1978) que delineaba las más importantes necesidades de la mujer: legal, médica, educacional y profesional; y sugería soluciones que deberían ser decididas por el voto femenino.

### Lista de publicaciones
- Djamila Boupacha (Gallimard, 1962) ;
- Le procès de Burgos (1971) ;
- La cause des femmes (1973) ; ISBN 2-246-00028-9
- Avortement, une loi en procès (1973) ;
- The Right to Choose (1977); ISBN 0-7022-1433-7
- Viol, Le procès d'Aix: Choisir la cause des femmes (1978)
- Le Programme commun des femmes (1978) ; ISBN 2-246-00572-8
- Milk for the Orange Tree (1988) ; ISBN 0-7043-2738-4
- Une embellie perdue (1995) ; ISBN 2-07-073788-8
- La nouvelle cause des femmes (1997) ; ISBN 2-02-031973-X
- Fritna (1999) ;  ISBN 2-259-19134-7
- La parité dans la vie politique (1999) ; ISBN 2-11-004376-8
- Avocate irrespectueuse (2002) ; ISBN 2-259-19453-2
- Le procès de Bobigny : Choisir la cause des femmes, prefacio de Simone de Beauvoir, reeditado en 2006, ISBN 2-07-077515-1 ;
- La Kahina (2006) ; ISBN 2-259-20314-0
- Ne vous résignez jamais (2009) ; ISBN 978-2-259-20941-0
- Histoire d'une passion (2011); ISBN 2-259-21394-4, OCLC 706016623